# Hawara-Pyramide

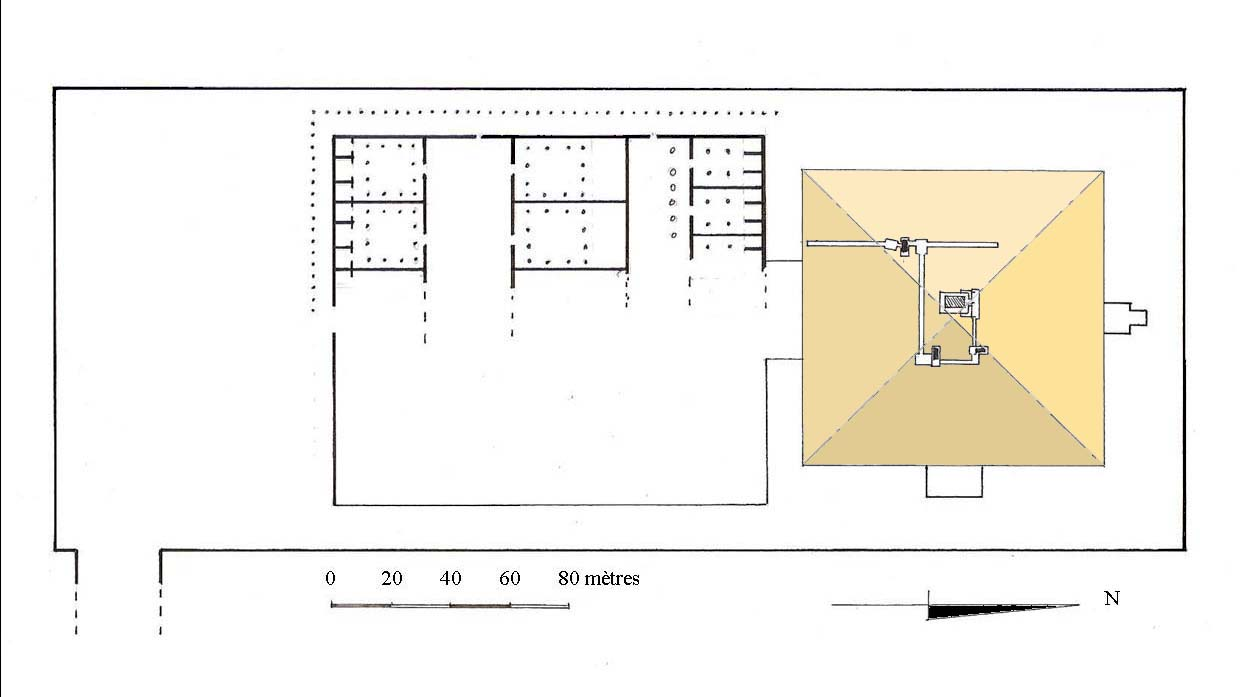
Grundriss des Pyramidenbezirks

Die Hawara-Pyramide ist das Grabmal des altägyptischen Königs Amenemhet III. aus der 12. Dynastie im Mittleren Reich. Sie bildet das Zentrum der Nekropole von Hawara, nahe dem modernen Ort Hauwaret el-Maqta. Ihr Bau begann im 15. Regierungsjahr des Königs, nachdem sein ursprüngliches Grabmonument in Dahschur wegen gravierender Baumängel aufgegeben werden musste. Mit einer Seitenlänge von 105 Metern und einer Neigung von 48° 45' hatte die Hawara-Pyramide eine Höhe von 58 Metern. Sie war damit das letzte große Bauwerk dieser Art, das vollendet wurde. Die heutige Höhe der Ruine beträgt etwa 20 m.

## Forschungsgeschichte
Eine erste Dokumentation der Pyramide führte 1839 John Shae Perring durch. Die Publikation erfolgte 1842 durch ihn selbst und durch Richard William Howard Vyse. Karl Richard Lepsius besuchte Hawara während seiner Ägypten-Expedition 1842–1846 und dokumentierte zwischen Mai und Juli 1843 die dortigen Ruinen. Die Hawara-Pyramide nahm er unter der Nummer LXVII in seine Pyramiden-Liste auf. Er identifizierte die Überreste des Labyrinths und ordnete den Komplex Amenemhet III. zu. Seine Versuche, ins Innere der Pyramide vorzudringen, blieben erfolglos. Auch Luigi Vassalli gelang dies bei einem erneuten Versuch im Jahr 1862 nicht.
Ab 1888 führte der englische Archäologe Flinders Petrie umfangreiche Grabungen in Hawara durch. Während die erste Grabungssaison den umliegenden Friedhöfen galt, untersuchte er 1889 die Pyramide und drang hierbei auch in das Kammersystem vor. Nachdem er sich zwischenzeitlich anderen Fundorten zugewendet hatte, kehrte Petrie 1911 nach Hawara zurück und führte Grabungen im Bereich des Labyrinths durch, die aber wegen des starken Zerstörungsgrades keine Klärung zu dessen ursprünglichem Aussehen erbrachten. In späterer Zeit gab es einige ägyptische Grabungen und 2000 ein Survey im Bereich des Labyrinths durch Inge Uytterhoeven und Ingrid Blom-Böer von der Katholieke Universiteit Leuven.

## Name
Eine Besonderheit der Pyramiden der 12. Dynastie ist die Verwendung unterschiedlicher Namen für verschiedene Teile des Pyramidenkomplexes. Während die Anlagen des Alten Reiches lediglich einen Namen für den gesamten königlichen Grabkomplex besaßen, hatten die Anlagen der 12. Dynastie bis zu vier Namen, welche die eigentliche Pyramide, den Totentempel, die Kultanlagen des Bezirks sowie die Pyramidenstadt bezeichneten. Für die Amenemhet-III.-Pyramide ist lediglich der Name Anch-Imen-em-hat („Amenemhet lebt“) überliefert, der wohl den Totentempel und die Kultanlage bezeichnete. Die Namen der eigentlichen Pyramide sowie der Pyramidenstadt sind unbekannt.

## Die Pyramide
In seinem 15. Regierungsjahr begann König Amenemhet III. mit dem Bau seiner zweiten Pyramide, die wohl den Namen Amenemhet anch (Amenemhet lebt) erhielt. Mit diesem Bau kehrte er an den Eingang des Fayyum-Beckens zurück, in die Nähe der Sesostris-II.-Pyramide. Die Gründe für den Bau seiner zweiten Pyramide waren Baumängel an seiner ersten Pyramide in Dahschur.

### Der Oberbau
Auch dieses Bauwerk wurde ganz aus Lehmziegeln errichtet, allerdings mit einem flacheren Böschungswinkel. Der Außenmantel bestand wie üblich aus Kalkstein. Die ursprüngliche Kalksteinverkleidung fehlt schon seit der Antike, und der Pyramidenkern leidet zunehmend an der Erosion.

### Das Kammersystem

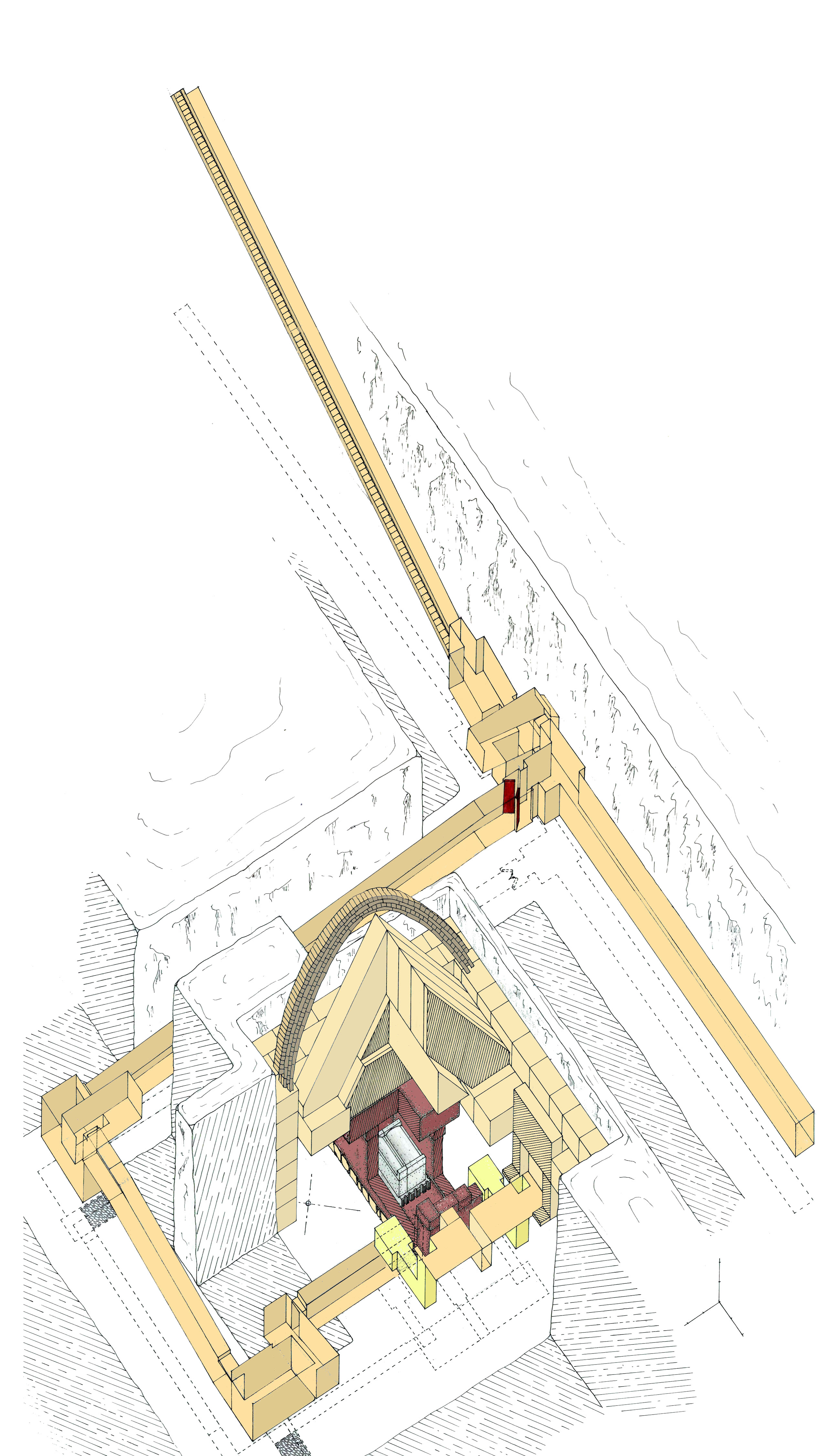
Die Substruktur

Der Eingang befindet sich westlich versetzt auf der Südseite, doch ist er mittlerweile verschüttet. Eine Treppe führt ca. 40 m in die Tiefe und mündet in einer kleinen Kammer, von der ein kurzer Gang abgeht, der als Sackgasse endet. Im oberen Teil dieser Sackgasse verbirgt sich der Eingang zu einer weiteren Passage, die von einer 20 t schweren Granitsperre blockiert werden sollte. Hinter dieser befindet sich eine weitere Kammer, von der zwei Gänge abzweigen. Der erste Gang führt direkt Richtung Norden und setzte dem Forschertrieb in Wasser und Schlamm ein Ende. Der zweite Gang führt nach Osten in Richtung Zentrum der Pyramide und endet in einer weiteren Kammer. Wiederum in der Decke verborgen und mit einem Fallstein versehen, biegt der Gang nun wieder nach Norden ab. In der Nordostecke folgt die gleiche Konstruktion noch einmal, allerdings ist hier der Gang durch die Sperre verschlossen worden. Hinter dieser Sperre geht es weiter zur Vorkammer, in deren Südwand eine Vertiefung zur eigentlichen Grabkammer führt.
Petrie entdeckte den königlichen Quarzit-Sarkophag in Gestalt einer Wanne von 7 × 2,5 × 1,83 m, aus einem einzigen Block gehauen mit einem Gewicht von ca. 110 t. Der Sarkophag, zwei Kanopentruhen sowie ein kleinerer Sarkophag sind vor der Fertigstellung der Grabkammer eingebracht worden. Obwohl die Grabkammer bei der Auffindung unter Wasser stand, berichtet Petrie von Knochenfunden in den Särgen. In der Vorkammer wurde eine Opferplatte aus Alabaster gefunden, die für Prinzessin Neferu-Ptah beschriftet ist und die man dann auch für die Besitzerin des zweiten Sarkophages gehalten hat. Die Grabkammer war so konstruiert, dass sie nur einmal mittels einer Sand-Ablass-Vorrichtung verschlossen werden konnte, mit der die mächtige Quarzitplatte auf die Kammer abgesenkt wurde.

## Der Pyramidenbezirk
Ähnlich wie bei der Djoser-Pyramide in der 3. Dynastie befindet sich die Hawara-Pyramide in einem rechteckigen Pyramidenbezirk von 385 m Länge und 158 m Breite, der nord-südlich angelegt war. Im nördlichen Teil stand die Pyramide, der Eingang zum Bezirk befand sich an der südöstlichen Ecke des Hofes, wo auch der Aufweg endete. Zwischen Eingang und Pyramide befand sich ein Totentempel, dessen Struktur einzigartig gewesen sein dürfte. Der griechische Geograph Strabon (63–20 v. Chr.) hat ihn ausführlich beschrieben und als Weltwunder gepriesen. Er verglich die über 1500 Räume mit dem Labyrinth des Minos. Seit der Römerzeit diente der Totentempel jedoch als Steinbruch, sodass heute nur noch die Fundamente zu erkennen sind. Herodot sprach von überdeckten Höfen, Plinius der Ältere erkannte tieferliegende Räume. Im Laufe der von Petrie durchgeführten Ausgrabungen kamen an der Südseite der Pyramide die Reste zweier aus Granit errichteter Kapellen zu Tage, von denen jede zwei Skulpturen des Königs enthielt. Zahlreiche Fragmente von Statuen zeugen von einer ehemals prächtigen Ausstattung.
Etwa zwei Kilometer südlich der Pyramide wurde 1936 das Grab der Prinzessin Neferuptah entdeckt und 1955 ausgegraben. In der Anlage wurden neben dem Granitsarkophag kostbare Grabbeigaben gefunden. Durch diesen Fund wird allerdings die Grablage der Neferu-Ptah innerhalb der Sargkammer der Pyramide wieder in Frage gestellt.